# Heterodontosaurus
Heterodontosaurus (nghĩa là "thằn lằn có nhiều răng khác nhau") là một chi khủng long chân chim nhỏ ăn cỏ sống vào khoảng 190 triệu năm TCN (thời kỳ Tiền Jura) tại Nam Phi. Sọ của loài khủng long này giúp giải thích quá trình chuyển từ ăn thịt sang ăn cỏ ở loài vật khổng lồ thời tiền sử. Khủng long này có hình dạng giống các loài thuộc họ Hypsilophodontidae, và ăn cỏ mặc dù có răng nanh.

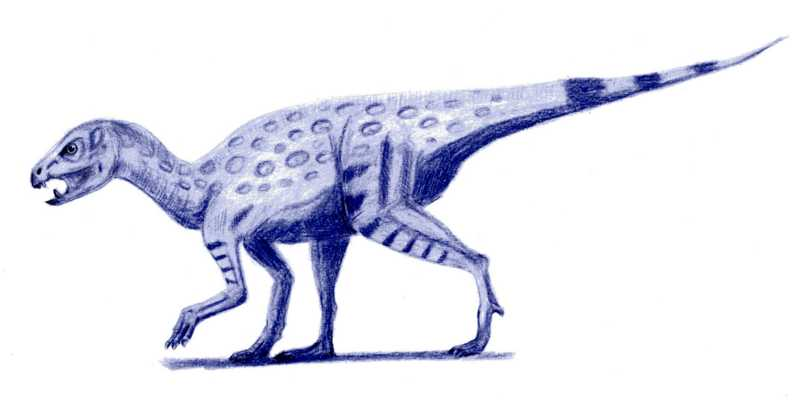
Heterodontosaurus tucki

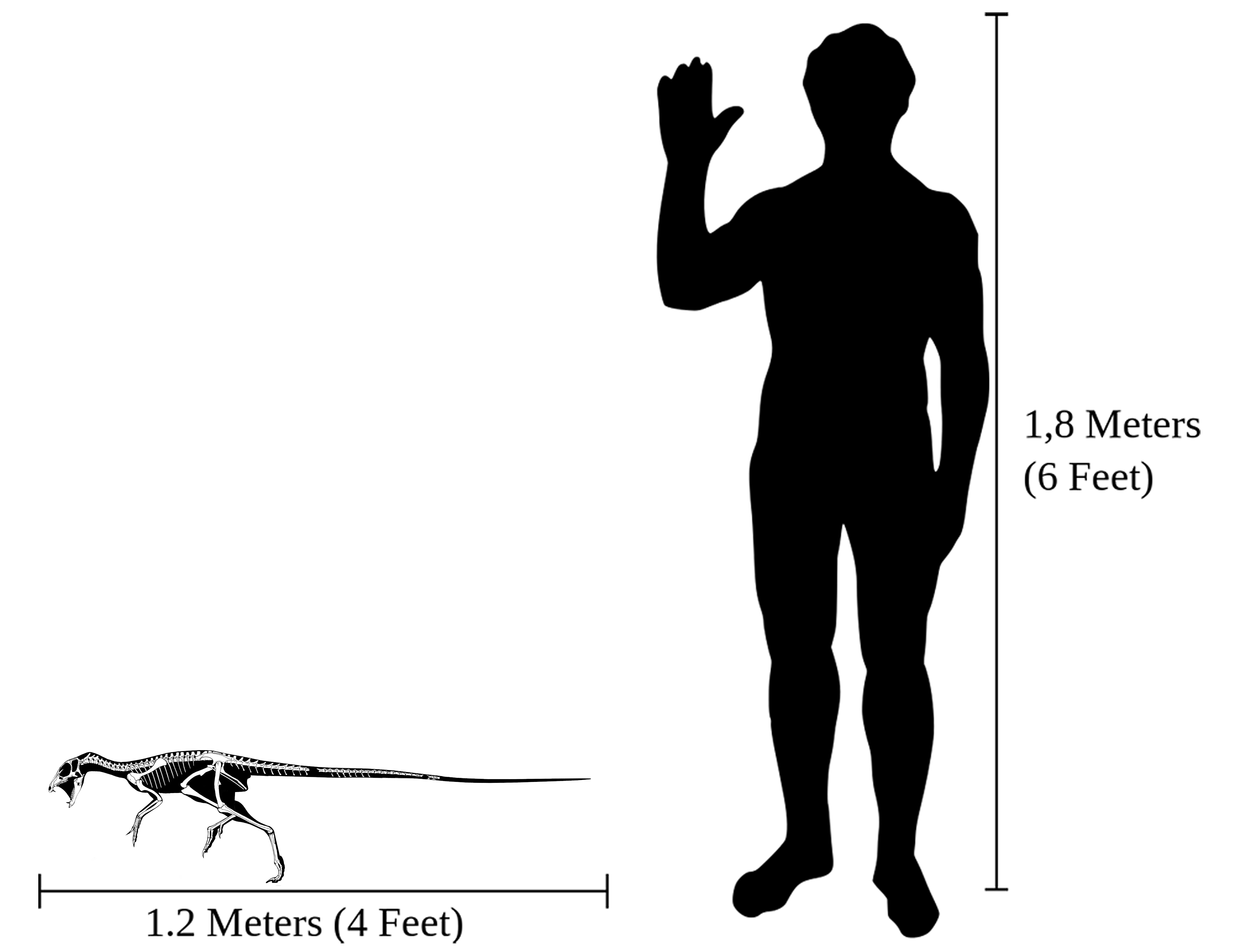
Heterodontosaurus so sánh với kích cỡ con người.

Cấu trúc răng của Heterodontosaurus gồm ba loại răng: răng trước dùng để bứt lá và rễ cây; răng nanh sắc nhọn có lẽ được dùng để làm vũ khí tự vệ; và những răng to, phẳng để nghiền thức ăn ở phía sau. Đây là bằng chứng cho thấy loài động vật nhỏ bé này đang trong giai đoạn tiến hóa từ động vật ăn thịt sang ăn cỏ.
Do đây là một trong những loài khủng long đầu tiên ăn cây cỏ nên chúng có thể là mắt xích giữa khủng long ăn thịt và khủng long ăn cỏ. Chiếc sọ của con khủng long chưa đến tuổi trưởng thành chứng tỏ Heterodontosaurus sống trong giai đoạn giữa của thời kỳ quá độ.
Khủng long đầu tiên xuất hiện trên Trái Đất khoảng 230 triệu năm TCN và chúng ăn thịt. Mãi tới 40 triệu năm sau, những con khủng long ăn thực vật mới xuất hiện. Một con Heterodontosaurus trưởng thành có thể dài hơn 1 mét và nặng khoảng 2,5 kg. Con chưa trưởng thành thì có trọng lượng khoảng 200 g và có chiều dài 32–35 cm.